# Jacob Turdfjæll den yngre
Jacob Turdfjæll den yngre, född 16 juni 1736 i Säversta i Bollnäs socken, död 10 november 1785 i Nedertorneå socken, var en svensk präst och lärare.

## Biografi
Turdfjæll, som delvis var uppvuxen i Kengis, blev student vid Uppsala universitet hösten 1752 och prästvigdes 1760, då han blev pastorsadjunkt i Övertorneå församling och två år senare vice kapellan i Nedertorneå församling. I februari 1764 utnämndes han till sysslan som skolmästare i Jukkasjärvi och kom därmed att tillhöra pionjärerna inom folkundervisningen i norra Lappland. 1774 valdes han till komminister i Nedertorneå församling och återgick till prästtjänst 1775 där. Efter pastoralexamen 1784 utnämndes han till kyrkoherde i Övertorneå i oktober samma år men hann ej tillträda innan han avled.

### Familj
Turdfjæll var son till kaptenen vid Västerbottens regemente Jacob Turdfjæll den äldre och Elisabeth Phragmenius. Han var vidare bror till majorerna Johan Henrik Turdfjæll och Jonas Turdfjæll samt till Barbro Margareta Turdfjæll, som var gift med kyrkoherde Nils Gran och komminister Nils Wiklund. Han var gift första gången med kyrkoherdedottern Elisabet Junelius och andra gången med komministerdottern Christina Grape. Av barnen var en dotter gift med kyrkoherde Erik Grape, en annan dotter gift med kyrkoherde Pehr Palmgren och sonen Salomon Turdfjæll blev bankokommissarie.